# Elizabeth Russell
Elizabeth Russell (2 de agosto de 1916 – 4 de mayo de 2002) fue una actriz estadounidense. Nacida en Filadelfia, Pensilvania, Russell es conocida principalmente por sus apariciones en películas de terror de bajo presupuesto que eran producidas por Val Lewton y RKO Pictures durante la década de 1940. Fue cuñada de la actriz Rosalind Russell.

## Carrera

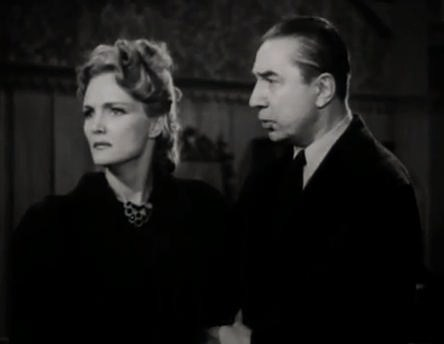
Elizabeth Russell y Béla Lugosi en The Corpse Vanishes (1942)

Russell trabajaba como modelo de fotografía en Nueva York antes de convertirse en actriz. Cuando fue elegida para interpretar a la mujer serbia en Cat People (1942), Russell era modelo y trabajaba en tiempo parcial. En su libro Fearing the Dark: The Val Lewton Career, Edmund G. Bansak escribió: "Aunque dura sólo unos momentos, la economía en el cameo de Russell es maravillosa y permanece grabada en la memoria de los espectadores mucho después de que las preocupaciones más esenciales de la trama y el personaje hayan desaparecido. Ha sido casi olvidado "

## Vida personal
Russell se casó con John Russell en 1937. Se divorciaron en 1942, la pareja había tenido un hijo.

## Filmografía
- Forgotten Faces (1936)
- Girl of the Ozarks (1936) - Gail Rogers
- My American Wife (1936)
- Lady Be Careful (1936)
- Hideaway Girl (1936)
- Forty Naughty Girls (1937)
- Miss Polly (1941)
- A Date with the Falcon (1942)
- So's Your Aunt Emma (1942)
- The Corpse Vanishes (1942)
- Cat People (1942)
- The McGuerins from Brooklyn (1942)
- Stand by for Action (1942)
- She Has What It Takes (1943)
- Hitler's Madman (1943)
- The Seventh Victim (1943)
- A Scream in the Dark (1943)
- The Uninvited (1944)
- Weird Woman (1944)
- The Curse of the Cat People (1944)
- Summer Storm (1944)
- Youth Runs Wild (1944)
- Keep Your Powder Dry (1945)
- Our Vines Have Tender Grapes (1945)
- Adventure (1945)
- Bedlam (1946)
- Wild Stallion (1952)
- Feudin' Fools (1952)
- So Big (1953)
- From the Terrace (1960)